# ІгроСервіс (футбольний клуб)
«ІгроСе́рвіс» (рос. «ИгроСервис», крим. İgroServis) — український футбольний клуб із Сімферополя. Виступав у першій лізі чемпіонату України. Утворений 1936 року. Влітку 2009 року професійний клуб припинив існування через фінансові труднощі головного спонсора — компанії «ІгроСервіс», але при цьому продовжив функціонувати ДЮФК.
Команда проводила матчі на стадіоні «Фіолент» (5000 глядачів). Кольори клубу — біло-сині.
Колишні назви: «Динамо» (1936—2004), «Динамо-ІгроСервіс» (2004—2006), «ІгроСервіс» (з 19 грудня 2006).

## Історія
Футбольний клуб «ІгроСервіс» є носієм традицій команди «Динамо», що була заснована в 1936 році. У період перед Другою світовою війною колектив успішно виступав у чемпіонаті Криму.
У 1940 році команда зробила дубль, вигравши чемпіонат і Кубок Криму. Під час Другої світової війни багато гравців клубу загинули на фронтах, і після її закінчення команда вже не була такою сильною. У післявоєнні роки «Динамо» лише одного разу виграло чемпіонат і Кубок Криму. У 1939—1954 роках команда була постійним учасником зональних Турнірів першості СРСР. Наприкінці 50-их років XX століття у грі команди настав спад, і вона на довгі роки припинила участь у великих змаганнях.

Емблема клубу в 2000—2004 роках

У 2000 році, завдячуючи футбольному спеціалістові М. Сачку та підприємцю М. Пашкульському, в столиці автономії було відроджено динамівську команду. Команда стала відкритою громадською організацією. На базі багаторазового чемпіона міста — команди «Харчовик» — футбольний клуб почав свої виступи в чемпіонаті Криму. Демонструючи змістовну гру, команда звернула на себе увагу керівництва МВС України в Криму, яке взяло клуб під свою опіку.

### Чемпіонати України
У липні 2001 року рішенням Ради ПФЛ клуб став учасником чемпіонату України серед команд другої ліги. 22 липня 2001 року в Армянську команда зіграла перший матч у чемпіонаті. Суперником динамівців був місцевий «Титан». Господарі перемогли 1:0.
Дебют новачка в чемпіонаті вразив багатьох любителів і професіоналів футболу. Команда у важкій боротьбі за відсутності достатнього фінансування змогла не лише утриматися в групі, але й захопити лідерство. У результаті команда зайняла третє місце в групі. Наступного сезону команда зайняла друге місце в групі. У тринадцятому чемпіонаті керівництво клубу поставило задачу вийти до першої ліги. Генеральним спонсором команди стала корпорація «ІгроСервіс». 9 березня 2004 року клуб змінив назву на «Динамо-ІгроСервіс». Президентом клубу став Володимир Генріхович Яновський — президент корпорації, віце-президентом було обрано генерального директора корпорації «ІгроСервіс» Андрія Борисовича Бірюльова. За чотири тури до кінця чемпіонату команда стала чемпіоном групи «Б» другої ліги.

Емблема клубу в 2004—2006 роках.

У вересні 2005 року команду очолив молодий та амбіційний наставник Олег Лутков. Йому з допомогою керівництв клубу вдалося провести селекційну роботу, яка і дозволила команді піднятися з аутсайдерів на 13-е місце в таблиці.
19 грудня 2006 року команда змінила назву на ФК «ІгроСервіс».
Три поспіль поразки на старті весняної частини минулої першості України спричинили зміни на тренерському містку «ІгроСервісу» — новим наставником команди призначено 40-річного фахівця Ростислава Лисенка, відомого за роботою у харківському «Геліосі» та дублі луганської «Зорі».
Гравець «ІгроСервісу» Матвій Бобаль став найкращим бомбардиром першої ліги в сезонах 2006/2007 (16 м'ячів) і 2007/2008 (23).
Після сезону 2008—2009 професійний клуб було розформовано.
Виступи в чемпіонатах України:
| Рік       | Ліга, зона, група   | I   | В   | Н  | П  | РМ      | О   | Місце    |
| --------- | ------------------- | --- | --- | -- | -- | ------- | --- | -------- |
| 2001/2002 | Друга ліга, група Б | 34  | 16  | 12 | 6  | 51−25   | 60  | 3 із 18  |
| 2002/2003 | Друга ліга, група Б | 30  | 18  | 7  | 5  | 53−27   | 61  | 2 із 16  |
| 2003/2004 | Друга ліга, група Б | 30  | 24  | 3  | 3  | 60−24   | 75  | 1 із 16  |
| 2004/2005 | Перша ліга          | 34  | 12  | 5  | 17 | 38−57   | 41  | 14 із 18 |
| 2005/2006 | Перша ліга          | 34  | 10  | 8  | 16 | 40−51   | 38  | 13 із 18 |
| 2006/2007 | Перша ліга          | 36  | 14  | 9  | 13 | 46−44   | 51  | 10 із 19 |
| 2007/2008 | Перша ліга          | 38  | 18  | 6  | 14 | 50−45   | 60  | 6 із 20  |
| 2008/2009 | Перша ліга          | 32  | 12  | 6  | 14 | 42−47   | 42  | 11 із 17 |
| Усього    | 8 чемпіонатів       | 268 | 124 | 56 | 88 | 380−320 | 428 |          |

Виступи в лігах:
| Ліга   | У | І   | В   | Н  | П  | РМ      | О   |
| ------ | - | --- | --- | -- | -- | ------- | --- |
| Перша  | 5 | 174 | 66  | 34 | 74 | 216−244 | 232 |
| Друга  | 3 | 94  | 58  | 22 | 14 | 164−76  | 196 |
| Усього | 8 | 268 | 124 | 56 | 88 | 380−320 | 428 |

### Кубки України
Перший матч у Кубку України команда зіграла 10 серпня 2002 року вдома проти «Борисфена», гості перемогли 1:0.
Найвище досягнення в Кубку України — вихід до 1/8 фіналу в сезоні 2007/2008 років.
Виступи в Кубках України:
| Рік       | Етап        | І  | В | Н | П | РМ    | О  |
| --------- | ----------- | -- | - | - | - | ----- | -- |
| 2002/2003 | 1/32 фіналу | 1  | 0 | 0 | 1 | 0−1   | 0  |
| 2003/2004 | 1/32 фіналу | 1  | 0 | 0 | 1 | 0−3   | 0  |
| 2004/2005 | 1/16 фіналу | 2  | 1 | 0 | 1 | 3−4   | 2  |
| 2005/2006 | 1/32 фіналу | 1  | 0 | 0 | 1 | 1−2   | 0  |
| 2006/2007 | 1/16 фіналу | 2  | 1 | 0 | 1 | 7−7   | 2  |
| 2007/2008 | 1/8 фіналу  | 3  | 2 | 0 | 1 | 5−5   | 4  |
| 2008/2009 | 1/16 фіналу | 2  | 1 | 0 | 1 | 1−2   | 2  |
| Усього:   | 7 турнірів  | 12 | 5 | 0 | 7 | 17−24 | 10 |

## Досягнення
- Переможець турніру команд другої ліги, група «Б», у сезоні 2003/2004 рр.
- Срібний призер турніру команд другої ліги, група «Б», у сезоні 2002/2003 рр.
- Бронзовий призер турніру команд другої ліги, група «Б», у сезоні 2001/2002 рр.
- Найвище досягнення в чемпіонаті України: десяте місце у першій лізі за підсумками сезону 2006/2007 рр.
- Найбільша перемога: 7:0 («Поділля», 16 червня 2007 року, Сімферополь)
- Найбільша поразка: 0:6 («Оболонь», 9 вересня 2008 року, Київ)

## Відомі футболісти
- Олександр Агарін (2007—2009)
- Денис Анеліков (2005)
- Олексій Антюхін (2004)
- Олександр Богач (2001—2005)
- Роман Войнаровський (2001, 2002—2003, 2005)